# Synchroonzwemmen op de Olympische Zomerspelen 2012 – Duet
Het onderdeel duet van het synchroonzwemmen op de Olympische Zomerspelen 2012 in Londen vond plaats van 5 tot en met 7 augustus 2012.

## Uitslagen

### Kwalificatie
| Rang | Land             | Namen                                     | Routine   | Routine | Totaal  |
| Rang | Land             | Namen                                     | Technisch | Vrij    | Totaal  |
| ---- | ---------------- | ----------------------------------------- | --------- | ------- | ------- |
| 1    | Rusland          | Natalja Isjtsjenko Svetlana Romasjina     | 98,200    | 98,600  | 196,800 |
| 2    | China            | Huang Xuechen Liu Ou                      | 96,100    | 96,710  | 192,810 |
| 3    | Spanje           | Ona Carbonell Andrea Fuentes              | 96,000    | 96,590  | 192,590 |
| 4    | Canada           | Marie-Pier Boudreau Gagnon Elise Marcotte | 94,500    | 94,750  | 189,250 |
| 5    | Japan            | Yukiko Inui Chisa Kobayashi               | 93,200    | 93,200  | 186,400 |
| 6    | Oekraïne         | Daria Joesjko Ksenia Sydorenko            | 92,200    | 92,140  | 184,340 |
| 7    | Italië           | Giulia Lapi Mariangela Perrupato          | 90,700    | 90,740  | 181,440 |
| 8    | Griekenland      | Evangelia Platanioti Despoina Solomou     | 89,200    | 88,840  | 178,040 |
| 9    | Groot-Brittannië | Olivia Allison Jenna Randall              | 88,100    | 88,790  | 176,890 |
| 10   | Frankrijk        | Sara Labrousse Chloe Willhelm             | 87,700    | 88,340  | 176,040 |
| 11   | Verenigde Staten | Mary Killman Mariya Koroleva              | 87,900    | 88,270  | 176,170 |
| 12   | Zuid-Korea       | Park Hyun-Ha Park Hyun-Sun                | 86,700    | 87,460  | 174,160 |
| 13   | Brazilië         | Nayara Figueira Lara Teixeira             | 87,100    | 87,000  | 174,100 |
| 14   | Tsjechië         | Soňa Bernardová Alžběta Dufková           | 85,800    | 86,040  | 171,840 |
| 15   | Kazachstan       | Anna Kulkina Aigerim Zhexembinova         | 84,600    | 84,980  | 169,580 |
| 16   | Noord-Korea      | Jang Hyang-Mi Jong Yon-Hui                | 84,400    | 84,830  | 169,230 |
| 17   | Israël           | Anastasia Gloushkov Inna Yoffe            | 83,400    | 83,520  | 166,920 |
| 18   | Mexico           | Isabel Delgado Nuria Diosdado             | 83,000    | 83,610  | 166,610 |
| 19   | Oostenrijk       | Nadine Brandl Livia Lang                  | 82,000    | 81,850  | 163,850 |
| 20   | Zwitserland      | Pamela Fischer Anja Nyffeler              | 81,200    | 82,120  | 163,320 |
| 21   | Hongarije        | Eszter Czékus Szofi Kiss                  | 79,400    | 79,080  | 158,480 |
| 22   | Argentinië       | Etel Sanchez Sofia Sanchez                | 78,900    | 78,410  | 157,310 |
| 23   | Australië        | Eloise Amberger Sarah Bombell             | 77,400    | 77,480  | 154,880 |
| 24   | Egypte           | Shaza Abdelrahman Dalia El-Gebaly         | 75,700    | 76,400  | 152,100 |

### Finale
| Rang   | Land             | Namen                                        | Routine   | Routine | Totaal  |
| Rang   | Land             | Namen                                        | Technisch | Vrij    | Totaal  |
| ------ | ---------------- | -------------------------------------------- | --------- | ------- | ------- |
| Goud   | Rusland          | Natalja Isjtsjenko en Svetlana Romasjina     | 98,200    | 98,900  | 197,100 |
| Zilver | Spanje           | Ona Carbonell en Andrea Fuentes              | 96,000    | 96,900  | 192,900 |
| Brons  | China            | Huang Xuechen en Liu Ou                      | 96,100    | 96,770  | 192,870 |
| 4      | Canada           | Marie-Pier Boudreau Gagnon en Elise Marcotte | 94,500    | 94,620  | 189,120 |
| 5      | Japan            | Yukiko Inui en Chisa Kobayashi               | 93,200    | 93,540  | 186,740 |
| 6      | Oekraïne         | Darja Joesjko en Ksenia Sydorenko            | 92,200    | 92,670  | 184,870 |
| 7      | Italië           | Giulia Lapi en Mariangela Perrupato          | 90,700    | 90,720  | 181,420 |
| 8      | Griekenland      | Evangelia Platanioti en Despoina Solomou     | 89,200    | 89,360  | 178,560 |
| 9      | Groot-Brittannië | Olivia Allison en Jenna Randall              | 88,100    | 89,170  | 177,270 |
| 10     | Frankrijk        | Sara Labrousse en Chloe Willhelm             | 87,700    | 88,560  | 176,260 |
| 11     | Verenigde Staten | Mary Killman en Mariya Koroleva              | 87,900    | 87,770  | 175,670 |
| 12     | Zuid-Korea       | Park Hyun-Ha en Park Hyun-Sun                | 86,700    | 87,250  | 173,950 |